# Box-office France 1971
Cet article traite du box-office de 1971 en France.

## Les films de plus d'un million d'entrées
Les entrées sont cumulées et peuvent être le résultat de plusieurs années d'exploitations.
| Rang | Titre                                    | Pays | Réalisateur            | Entrées     |
| ---- | ---------------------------------------- | ---- | ---------------------- | ----------- |
| 1.   | Les Aristochats                          |      | Wolfgang Reitherman    | 12 481 726, |
| 2.   | Les Bidasses en folie                    |      | Claude Zidi            | 7 460 911   |
| 3.   | Mourir d'aimer                           |      | André Cayatte          | 5 912 404   |
| 4.   | La Folie des grandeurs                   |      | Gérard Oury            | 5 562 576   |
| 5.   | Love Story                               |      | Arthur Hiller          | 5 510 785   |
| 6.   | Le Casse                                 |      | Henri Verneuil         | 4 410 120   |
| 7.   | Soleil rouge                             |      | Terence Young          | 3 300 488   |
| 8.   | Les Mariés de l'an II                    |      | Jean-Paul Rappeneau    | 2 822 567   |
| 9.   | Daisy Town                               |      | René Goscinny / Morris | 2 746 995   |
| 10.  | Le Souffle au cœur                       |      | Louis Malle            | 2 652 870   |
| 11.  | On l'appelle Trinita                     |      | Enzo Barboni           | 2 624 948   |
| 12.  | Les diamants sont éternels               |      | Guy Hamilton           | 2 493 739   |
| 13.  | Jo                                       |      | Jean Girault           | 2 466 966   |
| 14.  | Les Pétroleuses                          |      | Christian-Jaque        | 2 234 479   |
| 15.  | La Veuve Couderc                         |      | Pierre Granier-Deferre | 2 008 203   |
| 16.  | Max et les Ferrailleurs                  |      | Claude Sautet          | 1 901 451   |
| 17.  | Little Big Man                           |      | Arthur Penn            | 1 676 553   |
| 18.  | Le Décaméron                             |      | Pier Paolo Pasolini    | 1 656 943   |
| 19.  | Sur un arbre perché                      |      | Serge Korber           | 1 622 836   |
| 20.  | Un été 42                                |      | Robert Mulligan        | 1 490 718   |
| 21.  | Soldat bleu                              |      | Ralph Nelson           | 1 456 616   |
| 22.  | Mort à Venise                            |      | Luchino Visconti       | 1 446 752   |
| 23.  | Fantasia chez les ploucs                 |      | Gérard Pirès           | 1 409 528   |
| 24.  | Laisse aller... c'est une valse !        |      | Georges Lautner        | 1 386 576   |
| 25.  | Le Messager                              |      | Joseph Losey           | 1 363 653   |
| 26.  | La Poudre d'escampette                   |      | Philippe de Broca      | 1 335 578   |
| 27.  | On est toujours trop bon avec les femmes |      | Michel Boisrond        | 1 310 982   |
| 28.  | Sans mobile apparent                     |      | Philippe Labro         | 1 290 572   |
| 29.  | Boulevard du rhum                        |      | Robert Enrico          | 1 279 586   |
| 30.  | Les Diables                              |      | Ken Russell            | 1 255 145   |
| 31.  | Rio Lobo                                 |      | Howard Hawks           | 1 252 630   |
| 32.  | Sacco et Vanzetti                        |      | Giuliano Montaldo      | 1 196 825   |
| 33.  | Les Cavaliers                            |      | John Frankenheimer     | 1 183 153   |
| 34.  | Les Assassins de l'ordre                 |      | Marcel Carné           | 1 142 534   |
| 35.  | Comptes à rebours                        |      | Roger Pigaut           | 1 125 489   |
| 36.  | Le Mans                                  |      | Lee H. Katzin          | 1 124 381   |
| 37.  | La Grande Maffia                         |      | Philippe Clair         | 1 104 447   |
| 38.  | Le Chat                                  |      | Pierre Granier-Deferre | 1 035 709   |

## Box-office par semaine
| #  | Semaine                           | Film no 1                      | Pays              | Entrées         |
| -- | --------------------------------- | ------------------------------ | ----------------- | --------------- |
| 1  | 1er janvier au 5 janvier 1971     | Le Gendarme en balade          |                   | 325 667 entrées |
| 2  | 6 janvier au 12 janvier 1971      | Le Gendarme en balade          | 259 951 entrées   |                 |
| 3  | 13 janvier au 19 janvier 1971     | Le Gendarme en balade          | 216 055 entrées   |                 |
| 4  | 20 janvier au 26 janvier 1971     | Le Voyou                       |                   | 194 966 entrées |
| 5  | 27 janvier au 2 février 1971      | Mourir d'aimer                 |                   | 296 636 entrées |
| 6  | 3 février au 9 février 1971       | Mourir d'aimer                 | 420 384 entrées   |                 |
| 7  | 10 février au 16 février 1971     | Mourir d'aimer                 | 422 951 entrées   |                 |
| 8  | 17 février au 23 février 1971     | Mourir d'aimer                 | 456 561 entrées   |                 |
| 9  | 24 février au 2 mars 1971         | Mourir d'aimer                 | 391 590 entrées   |                 |
| 10 | 3 mars au 9 mars 1971             | Mourir d'aimer                 | 381 236 entrées   |                 |
| 11 | 10 mars au 16 mars 1971           | Mourir d'aimer                 | 341 440 entrées   |                 |
| 12 | 17 mars au 23 mars 1971           | Mourir d'aimer                 | 314 611 entrées   |                 |
| 13 | 24 mars au 30 mars 1971           | Mourir d'aimer                 | 279 576 entrées   |                 |
| 14 | 31 mars au 6 avril 1971           | Love Story                     |                   | 474 815 entrées |
| 15 | 7 avril au 13 avril 1971          | Love Story                     | 424 433 entrées   |                 |
| 16 | 14 avril au 20 avril 1971         | Love Story                     | 298 646 entrées   |                 |
| 17 | 21 avril au 27 avril 1971         | Les Mariés de l'an II          |                   | 312 560 entrées |
| 18 | 28 avril au 4 mai 1971            | Les Mariés de l'an II          | 290 420 entrées   |                 |
| 19 | 5 mai au 11 mai 1971              | Love Story                     |                   | 195 504 entrées |
| 20 | 12 mai au 18 mai 1971             | Love Story                     | 174 307 entrées   |                 |
| 21 | 19 mai au 25 mai 1971             | Love Story                     | 181 694 entrées   |                 |
| 22 | 26 mai au 1er juin 1971           | Love Story                     | 167 912 entrées   |                 |
| 23 | 2 juin au 8 juin 1971             | Le Souffle au cœur             |                   | 182 182 entrées |
| 24 | 9 juin au 15 juin 1971            | Le Souffle au cœur             | 190 345 entrées   |                 |
| 25 | 16 juin au 22 juin 1971           | Le Souffle au cœur             | 172 364 entrées   |                 |
| 26 | 23 juin au 29 juin 1971           | Le Souffle au cœur             | 156 028 entrées   |                 |
| 27 | 30 juin au 6 juillet 1971         | Le Souffle au cœur             | 122 243 entrées   |                 |
| 28 | 7 juillet au 13 juillet 1971      | Le Souffle au cœur             | 67 635 entrées    |                 |
| 29 | 14 juillet au 20 juillet 1971     | Le Souffle au cœur             | 66 991 entrées    |                 |
| 30 | 21 juillet au 27 juillet 1971     | Il était une fois dans l'Ouest |                   | 69 916 entrées  |
| 31 | 28 juillet au 3 août 1971         | Il était une fois dans l'Ouest | 72 118 entrées    |                 |
| 32 | 4 août au 10 août 1971            | Il était une fois dans l'Ouest | 69 743 entrées    |                 |
| 33 | 11 août au 17 août 1971           | Les Cavaliers                  |                   | 92 255 entrées  |
| 34 | 18 août au 24 août 1971           | Les Cavaliers                  | 84 522 entrées    |                 |
| 35 | 25 août au 31 août 1971           | Les Cavaliers                  | 94 006 entrées    |                 |
| 36 | 1er septembre au 7 septembre 1971 | La Poudre d'escampette         |                   | 97 326 entrées  |
| 37 | 8 septembre au 14 septembre 1971  | La Poudre d'escampette         | 119 730 entrées   |                 |
| 38 | 15 septembre au 21 septembre 1971 | Jo                             |                   | 112 658 entrées |
| 39 | 22 septembre au 28 septembre 1971 | Jo                             | 121 461 entrées   |                 |
| 40 | 29 septembre au 5 octobre 1971    | Jo                             | 118 444 entrées   |                 |
| 41 | 6 octobre au 12 octobre 1971      | Soleil rouge                   |                   | 121 516 entrées |
| 42 | 13 octobre au 19 octobre 1971     | Soleil rouge                   | 213 555 entrées   |                 |
| 43 | 20 octobre au 26 octobre 1971     | Soleil rouge                   | 224 825 entrées   |                 |
| 44 | 27 octobre au 2 novembre 1971     | Le Casse                       |                   | 738 515 entrées |
| 45 | 3 novembre au 9 novembre 1971     | Le Casse                       | 467 710 entrées   |                 |
| 46 | 10 novembre au 16 novembre 1971   | Le Casse                       | 471 487 entrées   |                 |
| 47 | 17 novembre au 23 novembre 1971   | Le Casse                       | 287 679 entrées   |                 |
| 48 | 24 novembre au 30 novembre 1971   | Le Casse                       | 244 387 entrées   |                 |
| 49 | 1er décembre au 7 décembre 1971   | Le Casse                       | 196 455 entrées   |                 |
| 50 | 8 décembre au 14 décembre 1971    | Les Aristochats                |                   | 532 786 entrées |
| 51 | 15 décembre au 21 décembre 1971   | Les Aristochats                | 674 799 entrées   |                 |
| 52 | 22 décembre au 31 décembre 1971   | Les Aristochats                | 1 417 382 entrées |                 |